# 딘 올마크

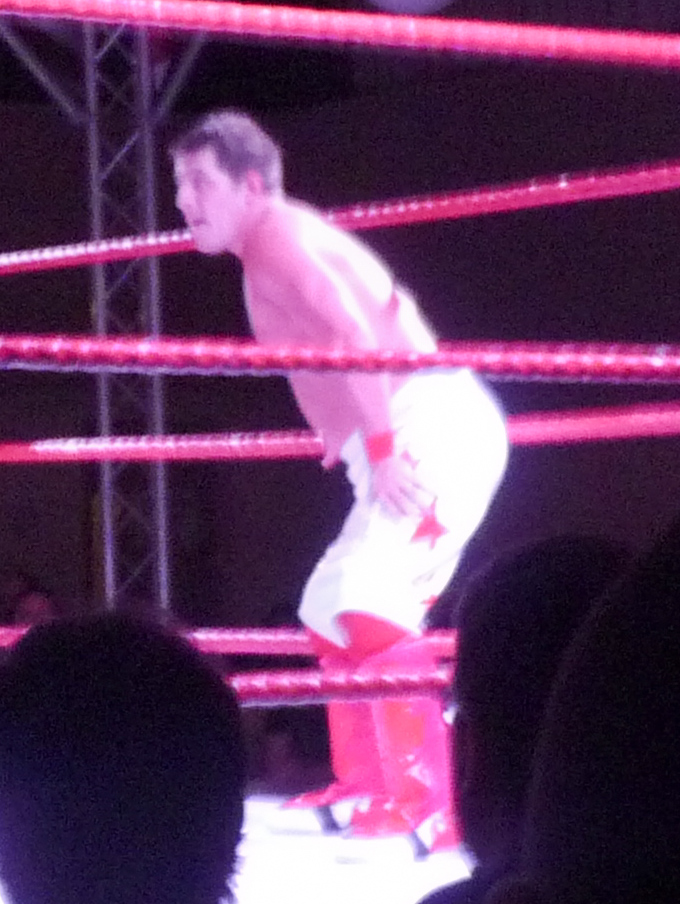
딘 올마크

딘 올마크(Dean Allmark, 1983년 8월 25일 ~ )는 잉글랜드의 프로레슬링선수다. 키는 175cm 몸무게는 82kg이다.